# Camille Armand Jules Marie de Polignac

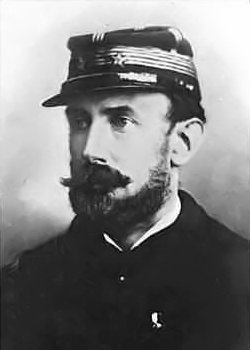
Camille Armand Jules Marie Prince de Polignac

Camille Armand Jules Marie Prince de Polignac (* 16. Februar 1832 in Millemont, Département Seine-et-Oise; † 15. November 1913 in Paris) war ein französischer Adliger. Im Sezessionskrieg diente er als Offizier im konföderierten Heer, zuletzt im Rang eines Generalmajors.

## Leben
Polignac war der Sohn von Jules de Polignac, dem Ministerpräsidenten zur Zeit König Karls X. und seiner Frau Marie Charlotte Parkins. Er studierte Mathematik und Musik am Collège Saint-Stanislas. 1853 bis 1859 diente er als Leutnant in der französischen Armee, unter anderem im Krimkrieg.
Nach dem Ende seiner Militärzeit ging er nach Mittelamerika und studierte Volkswirtschaft und Geographie. Beim Ausbruch des Bürgerkrieges 1861 bot er seine Dienste den Konföderierten an. Er wurde schnell befördert und führte als Brigadegeneral eine Texanische Infanteriebrigade, u. a. während des Red-River-Feldzuges in Louisiana. Nachdem sein Vorgesetzter Jean-Jacques-Alfred-Alexandre Mouton am 8. Mai 1864 in der Schlacht bei Mansfield fiel, wurde Polignac Divisionskommandeur und am 13. Juni 1864 zum Generalmajor befördert. Im Januar 1865 versuchte er erfolglos in einer diplomatischen Mission, den französischen Kaiser Napoléon III. zu einer Intervention zugunsten der Konföderierten zu bewegen. Die Nachricht von der Kapitulation der Konföderation erreichte ihn in Spanien.
Polignac zog sich auf seine Güter in Frankreich zurück und widmete sich fortan seinen Studien. Außerdem schrieb er Bücher und Artikel über den Bürgerkrieg. Im Deutsch-Französischen Krieg von 1870 diente er in der französischen Armee als Brigadegeneral.
Am 4. November 1874 heiratete er in Ober-Ingelheim Marie Adolfine Langenberger, geb. am 7. Juni 1853 in Frankfurt am Main. Marie starb bereits am 16. Januar 1876, acht Tage nach der Geburt ihrer Tochter Marie Armande Mathilde (1876–1962). Marie Adolfine de Polignac wurde auf dem Frankfurter Hauptfriedhof beigesetzt. Ihr Grabstein trägt die Inschrift
„Wir lassen sie ziehen mit Trauern und Weinen, Gott aber wird sie uns wiedergeben mit Wonne und Freude ewiglich.“ (Bar 4,23 )
Am 3. Mai 1884 heiratete Polignac in London Mabel Elizabeth Knight (1864–1940). Mit ihr hatte er drei weitere Kinder, Mabel Constance (1884–1973), Hélène Agnès Anne (1886–1978) und Victor Mansfield Alfred (1899–1998).
Camille Armand Jules Marie Prince de Polignac starb am 15. November 1913 in Paris als letzter überlebender Generalmajor, der am amerikanischen Bürgerkrieg teilgenommen hatte. Er wurde an der Seite seiner ersten Frau in Frankfurt beerdigt. Sein Grab ist bis heute ein Anziehungspunkt für die Anhänger der Konföderierten.

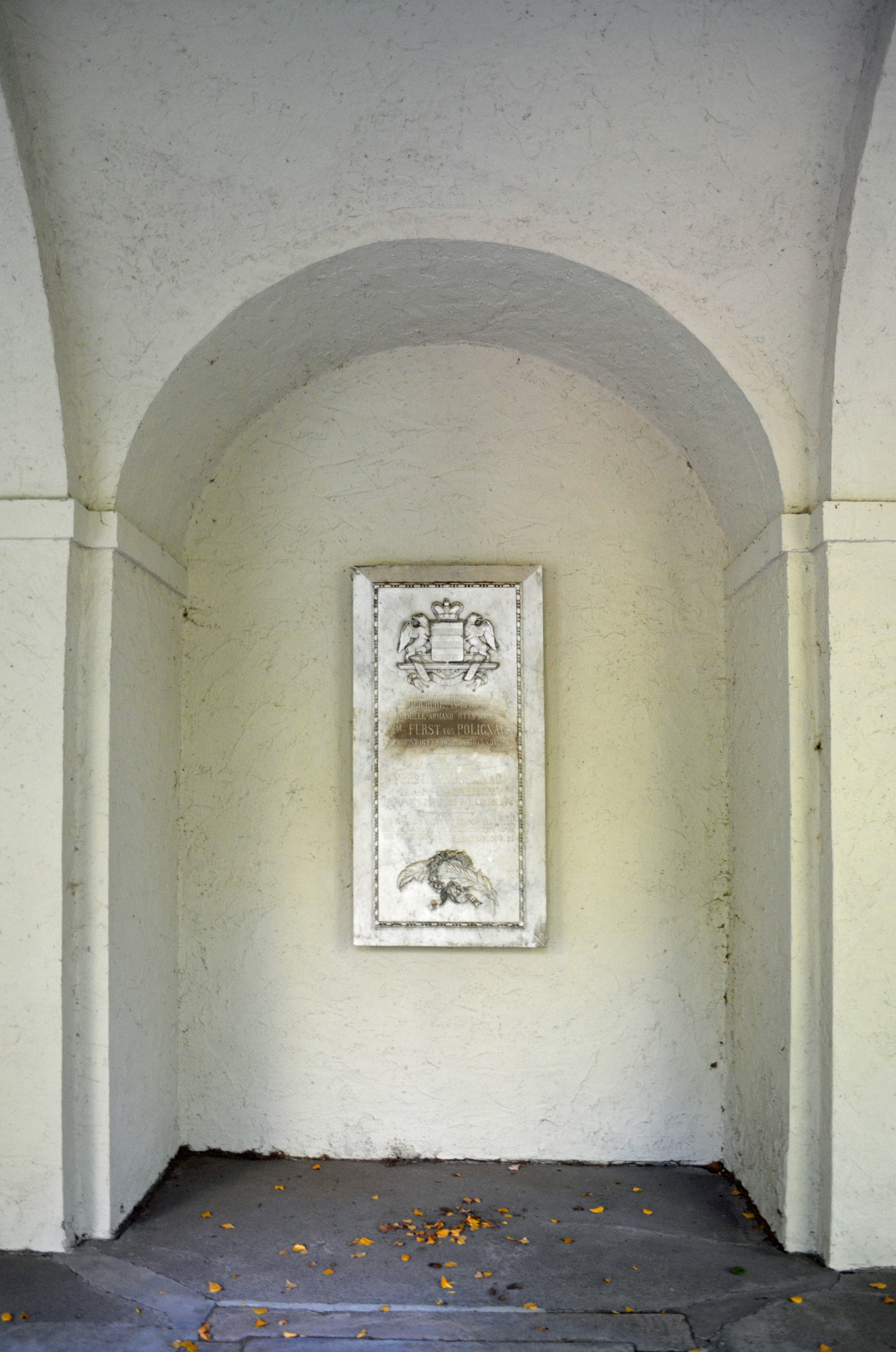
Grabstätte von Polignac in der Gruft auf dem Frankfurter Hauptfriedhof